# بيتر بيكاريك
بيتر بيكاريك (مواليد 30 أكتوبر 1986 في زيلينا - تشيكوسلوفاكيا) لاعب كرة قدم سلوفاكي يلعب حاليا لصالح نادي الدرجة الأولى فولفسبورغ الألماني منذ 2009 في مركز الظهير الأيمن .

## مسيرته الكروية
لعب بيتر بيكاريك خلال مسيرته الاحترافية مع 6 أندية في ثمانية عشر موسمًا وسجل خلالها 6 أهداف ضمن 379 مباراة. ولم يفز بأي موسم بالكأس وفاز في موسمين بالدوري.
خاض بيتر بيكاريك مسيرته مع FK Spartak Dubnica nad Váhom ‏ في موسم 2004–05 لمدة موسم واحد، مشاركًا في 27 مباراة ولم يسجل أي هدف. ثم انتقل إلى نادي جيلينا في موسم 2005–06 ليلعب معه أربعة مواسم، حيث شارك في 111 مباراة سجل خلالها 5 أهداف. لينتقل بعدها إلى نادي فولفسبورغ في موسم 2008–09 واستمر معه طيلة ثلاثة مواسم، مشاركًا في 55 مباراة ولم يسجل أي هدف. ثم انتقل إلى نادي كايسري سبور في موسم 2011–12 لمدة موسم واحد، مشاركًا في 31 مباراة ولم يسجل أي هدف أيضًا. هذا وانتقل لاحقًا إلى SG Gesundbrunnen Berlin ‏ في موسم 2012–13 ليلعب معه ثمانية مواسم، مشاركًا في 152 مباراة سجل خلالها هدفًا واحدًا.

## روابط خارجية
- بيتر بيكاريك على موقع الاتحاد الدولي (مؤرشف)  (الإنجليزية)
- بيتر بيكاريك على موقع الاتحاد الأوربي (الإنجليزية)
- بيتر بيكاريك على موقع اتحاد تركيا (لاعب) (الإنجليزية)
- بيتر بيكاريك على موقع قاعدة بيانات كرة القدم.إي يو (الإنجليزية)
- بيتر بيكاريك على موقع بيانات كرة القدم. دي إي (الألمانية)
- بيتر بيكاريك على موقع ناشيونال فوتبول تيمز (الإنجليزية)
- بيتر بيكاريك على موقع Soccerway.com (الإنجليزية)
- بيتر بيكاريك على موقع عالم كرة القدم.نت (الإنجليزية)
- بيتر بيكاريك على موقع كووورة
- بيتر بيكاريك على موقع AS.com (الإسبانية)